# Glansschorskever
De Glansschorskever (Pytho depressus) is een keversoort uit de familie blauwe schorskevers (Pythidae). De wetenschappelijke naam van de soort werd in 1767 gepubliceerd door Carl Linnaeus.